# Point au Gaul
Point au Gaul is een gemeente (town) in de Canadese provincie Newfoundland en Labrador.

## Geografie
De gemeente ligt in het zuiden van het schiereiland Burin, aan de zuidkust van het eiland Newfoundland. Point au Gaul grenst in het westen aan Lamaline en in het oosten aan Lord's Cove.

## Geschiedenis
In 1966 werd het dorp een gemeente met de status van local government community (LGC). In 1980 werden LGC's op basis van The Municipalities Act als bestuursvorm afgeschaft. De gemeente werd daarop automatisch een community om een aantal jaren later uiteindelijk een town te worden.
In 2012 liet de provinciale overheid een haalbaarheidsonderzoek voeren naar de eventuele creatie van een fusiegemeente bestaande uit Point au Gaul, Lord's Cove, Lamaline en Point May. De fusie vond echter nooit plaats en Point au Gaul bleef gewoon als zelfstandige gemeente voortbestaan.

## Demografie
Net zoals in de meeste kleine dorpen op Newfoundland, doet er zich ook in Point au Gaul een dalende demografische trend voor. Tussen 1951 en 2021 daalde de bevolkingsomvang van 212 naar 67. Dat komt neer op een daling van 145 inwoners (-68,4%) in 70 jaar tijd.
| Demografische ontwikkeling van Point au Gaul tussen 1951 en 2021           |
| -------------------------------------------------------------------------- |
|                                                                            |
| Bron: Statistics Canada (1951–1986, 1991–1996, 2001–2006, 2011–2016, 2021) |